# Tsvetanka Christova
Tsvetanka Pavlova Christova (bulgariska: Цветанка Павлова Христова), född 14 mars 1962 i Rozova Dolina nära Kazanlăk, död 14 november 2008 i Kazanlăk, var en bulgarisk friidrottare (diskuskastare).
Christova tillhörde världseliten i diskus under 1980-talet och början av 1990-talet. Hennes personliga rekord är 73,22 meter från en tävling 1987. 
Christova fick sitt genombrott i samband med EM 1982 där hon vann guld. Nio år senare vann hon VM-guld i diskus i Tokyo 1991. Christova har två medaljer från olympiska spel, ett brons från OS 1988 och ett silver från OS 1992.